# آلت-جی
آلْت-جِی (alt-J)، یک گروه موسیقی ایندی راک انگلیسی است که در سال ۲۰۰۷ در لیدن توسط جو نیومن (خواننده و نوازنده گیتار)، تام سانی گرین (درامز)، گس اونگر-همیلتون (کیبورد و خواننده) و گیل سینزبری (گیتار باس) تأسیس شد. این گروه در پنجاه و هفتمین جایزه گرمی نامزد دریافت جایزه بهترین آلبوم آلترناتیو بوده‌است.

## آلبوم‌ها
| سال انتشار | نام آلبوم         |
| ---------- | ----------------- |
| ۲۰۱۲       | An Awesome Wave   |
| ۲۰۱۴       | This Is All Yours |
| ۲۰۱۷       | Relaxer           |